# Bakoko (langue)
Pour les articles homonymes, voir Bakoko.
Le bakoko est une langue bantoue parlée au Cameroun dans les régions du Littoral, du Sud, du Centre et du Sud-Ouest.

## Classification
Le bakoko appartient au groupe A de la sous-famille de langue bantoue stricte, du groupe de langue bantoïde sud de la famille des langues nigéro-congolaises.
- Classification Guthrie : A.43b[1].
- Classification Bastin/Coupé/Mann : A.43b[2].

Guthrie groupe le bakoko avec le bassa dans un même groupe de langue.

## Phonologie

### Consonnes
|               |                | Labiales | Alvéolaires | Palatales | Vélaires | Glottales |
| ------------- | -------------- | -------- | ----------- | --------- | -------- | --------- |
| Occlusives    | Orales sourdes | p        | t           | t͡ʃ        | k        |           |
| Occlusives    | Orales sonores | b        | d           | d͡ʒ        |          |           |
| Occlusives    | Prénasalisées  | ᵐb       | ⁿd          | ᵑd͡ʒ       | ᵑɡ       |           |
| Occlusives    | Labialisées    | bʷ ᵐbʷ   |             |           | kʷ ᵑɡʷ   |           |
| Occlusives    | Nasales        | m        | n           | ɲ         | ŋ        |           |
| Constrictives | Fricatives     | f        | s           |           | ɣ        | ɦ         |
| Constrictives | Sonantes       |          | l ɾ         | j         | w        |           |

## Écriture
Un alphabet latin, basé sur l’Alphabet général des langues camerounaises, est utilisé pour écrire le bakoko, avec 20 consonnes et 7 voyelles.
| Lettres de l’alphabet (AGLC) | Lettres de l’alphabet (AGLC) | Lettres de l’alphabet (AGLC) | Lettres de l’alphabet (AGLC) | Lettres de l’alphabet (AGLC) | Lettres de l’alphabet (AGLC) | Lettres de l’alphabet (AGLC) | Lettres de l’alphabet (AGLC) | Lettres de l’alphabet (AGLC) | Lettres de l’alphabet (AGLC) | Lettres de l’alphabet (AGLC) | Lettres de l’alphabet (AGLC) | Lettres de l’alphabet (AGLC) | Lettres de l’alphabet (AGLC) | Lettres de l’alphabet (AGLC) | Lettres de l’alphabet (AGLC) | Lettres de l’alphabet (AGLC) | Lettres de l’alphabet (AGLC) | Lettres de l’alphabet (AGLC) | Lettres de l’alphabet (AGLC) | Lettres de l’alphabet (AGLC) | Lettres de l’alphabet (AGLC) | Lettres de l’alphabet (AGLC) | Lettres de l’alphabet (AGLC) | Lettres de l’alphabet (AGLC) | Lettres de l’alphabet (AGLC) | Lettres de l’alphabet (AGLC) |
| ---------------------------- | ---------------------------- | ---------------------------- | ---------------------------- | ---------------------------- | ---------------------------- | ---------------------------- | ---------------------------- | ---------------------------- | ---------------------------- | ---------------------------- | ---------------------------- | ---------------------------- | ---------------------------- | ---------------------------- | ---------------------------- | ---------------------------- | ---------------------------- | ---------------------------- | ---------------------------- | ---------------------------- | ---------------------------- | ---------------------------- | ---------------------------- | ---------------------------- | ---------------------------- | ---------------------------- |
| A                            | B                            | Ɓ                            | C                            | D                            | E                            | Ɛ                            | F                            | G                            | H                            | I                            | J                            | K                            | L                            | M                            | N                            | Ŋ                            | O                            | Ɔ                            | P                            | S                            | T                            | U                            | V                            | W                            | Y                            | Z                            |
| a                            | b                            | ɓ                            | c                            | d                            | e                            | ɛ                            | f                            | g                            | h                            | i                            | j                            | k                            | l                            | m                            | n                            | ŋ                            | o                            | ɔ                            | p                            | s                            | t                            | u                            | v                            | w                            | y                            | z                            |
| Valeurs phonétiques          |                              |                              |                              |                              |                              |                              |                              |                              |                              |                              |                              |                              |                              |                              |                              |                              |                              |                              |                              |                              |                              |                              |                              |                              |                              |                              |
| /a/                          | /b/                          | /ɓ/                          | /t͡ʃ/                         | /d/                          | /e/                          | /ɛ/                          | /f/                          | /ɡ/                          | /h/                          | /i/                          | /d͡ʒ/                         | /k/                          | /l/                          | /m/                          | /n/                          | /ŋ/                          | /o/                          | /ɔ/                          | /p/                          | /s/                          | /t/                          | /u/                          | /v/                          | /w/                          | /j/                          | /z/                          |

## Lexique

### Salutations
| Mot           | Traduction    |
| ------------- | ------------- |
| Salut         | Mâtâmâ        |
| Merci         | Masóma        |
| Bonjour       | Kítí ya yεε   |
| Bonsoir       | Ŋgogóó ya vín |
| À demain      | Likέέ         |
| Excuse moi    | Mwahlé ma     |
| S'il te plaît | Sǒn           |